# Santa diestra
La Santa Diestra (en húngaro: Szent Jobb) es una reliquia medieval cristiana húngara, la mano derecha del rey Esteban I de Hungría.

## Historia de la reliquia
El rey Esteban I de Hungría (1000-1038) fue el cristianizador de los húngaros, su primer rey y fundador de Estado. Fue considerado una persona justa y piadosa, pero estricto en sus leyes y labor evangelizadora. Luego de su muerte en 1038, su cuerpo fue enterrado en la basílica de Székesfehérvár, junto al de su fallecido hijo san Emérico de Hungría. Décadas después durante conflictos sucesorios en el trono, en 1061 surgió una revuelta pagana que puso en peligro el cuerpo del rey santo, ante lo cual el canónigo de la ciudad hizo sacar los restos de Esteban del sarcófago de mármol de la basílica y lo escondió en la cámara subterránea de la edificación. En ese momento probablemente por ser ya considerado santo por muchas personas, su mano derecha fue removida y llevada al tesoro de la basílica y colocada en un relicario. Fue en ese momento que el guardia del tesoro de la basílica, Mercurio, se apropió de ella y la escondió. En 1083 cuando el rey san Ladislao I de Hungría gestionó la santificación de Esteban con el papa Gregorio VII, luego de conseguir abrir el sarcófago —la tapa de piedra del sarcófago de san Esteban no pudo ser movida durante un largo tiempo hasta que no fue liberado Salomón de Hungría el primo de Ladislao y rey destronado— y una vez en presencia del cuerpo, se percataron de que faltaba la santa diestra.
El rey san Ladislao ordenó la búsqueda inmediata de la mano santa, y fue el mismo Mercurio quien reveló en 1084 que estaba en su posesión. El rey lo perdonó luego de que éste la devolviese, y fundó entonces un monasterio conocido como Szent Jobb, donde puso a cargo a Mercurio para que cuidase de la reliquia él mismo.
En el Códice Pray elaborado entre 1190 y 1192 aparece escrito en una de sus páginas en un calendario, que celebraban el 30 de mayo el traslado de la Santa Diestra.
Cerca de 1358, Márk Kálti, escribe en la obra Chronicon Pictum: «San Esteban llevaba una bolsa de tela ricamente decorada con oro que colgaba de su cintura, y estaba llena de denarios, y cuando veía a pobres y a mendigos, de inmediato iba hacia ellos y con su propia mano se ocupaba de ellos ayudándolos. Es por esto que su mano derecha caritativa, se ha preservado en su realidad corpórea hasta nuestros días».
La Santa Diestra fue honrada por cientos de miles de peregrinos y formó parte importante de las peregrinaciones húngaras durante la Edad Media hasta la invasión turca en el siglo XVI. Antes de que fuese ocupado el reino húngaro, la reliquia fue enviada primero a Székesfehérvár y luego a Bosnia, donde posteriormente algunos comerciantes cristianos la compraron por una suma muy alta de dinero en 1590 y luego fue llevada al monasterio dominico de Raguza. Posteriormente, puesto que el reino húngaro fue arrasado en gran parte, se perdió el rastro de la reliquia durante más de un siglo, hasta que la nobleza húngara dio con su paradero accidentalmente y notificaron de su importancia primero al rey Leopoldo II de Habsburgo y posteriormente a María I Teresa de Habsburgo, quienes luego de largas negociaciones diplomáticas consiguieron recuperar la Santa Diestra. Primero fue llevada el 16 de abril de 1771 a la ciudad de Schönbrunn y desde ahí al palacio de Buda.
José II de Habsburgo colocó a los caballeros checos de la estrella roja al cuidado de la santa reliquia y a partir de 1882 fue custodiada por el párroco de la capilla real en Buda. En 1862 el concilio de obispos húngaros decidió ordenar la construcción de un relicario nuevo para la Santa Diestra (el original puede verse en la basílica de Esztergom, el cual guarda los restos de san Márk Kőrösi).

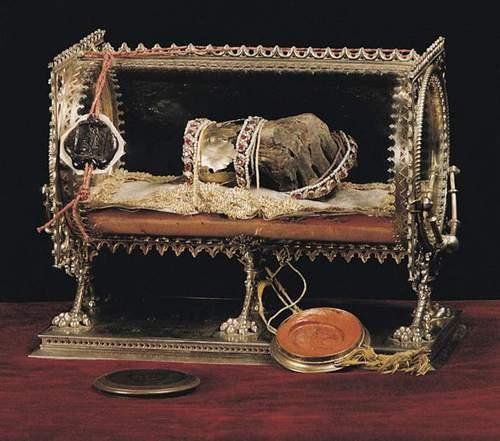
La Santa Diestra vista desde cerca

La Santa Diestra fue custodiada entre 1900 y 1944 en el palacio de Buda. En 1938, conmemorando el 900.º aniversario del fallecimiento del rey San Esteban se organizó una peregrinación conducida por la reliquia que fue llevada a todos los rincones del reino. Durante la Segunda Guerra Mundial tanto la Santa Diestra como la corona de san Esteban y las demás joyas reales fueron llevadas y ocultadas en una cueva de Salzburgo. El ejército norteamericano las encontró y se las entregó al arzobispo de Salzburgo para que las custodiasen. Posteriormente la corona no fue devuelta pero la Santa Diestra si, y el régimen comunista húngaro que se instauró luego de la Segunda Guerra Mundial llevó la reliquia a la basílica de San Esteban en Budapest y la ocultaron en una bóveda.
El 20 de agosto de 1987, el cardenal László Paskai, arzobispo de Esztergom santificó la capilla de la Santa Diestra en la basílica de San Esteban, y ahí colocaron la reliquia. Desde 1989 cada 20 de agosto se organiza una procesión encabezada por la reliquia de la Santa Diestra por Budapest.
Actualmente, la Santa diestra es conservada en la Basílica de San Esteban en Budapest, y puede ser vista por cualquier visitante.